# Rigi Bahnen
Les Rigi Bahnen (RB) (en allemand chemins de fer du Rigi) sont une entreprise ferroviaire suisse reliant d'une part Vitznau dans le canton de Lucerne et d'autre part Arth dans le canton de Schwytz au Rigi, une destination touristique importante en Suisse. Le réseau a une longueur totale de 15,52 km (6,97 km pour la ligne Vitznau-Rigi et 8,55 km pour la ligne Arth-Rigi), est à voie normale (1435 mm) et à crémaillère.
En 2020, l'Office fédéral des transports a prolongé la concession d'exploitation accordée en 1992, jusqu'en 2045.

## Historique
La compagnie actuelle est née de la fusion en 1992 de l'ancienne Vitznau-Rigi Bahn (VRB) et de l'Arth-Rigi Bahn (ARB). Au XIXe siècle, le massif montagneux Rigi, situé entre le lac des Quatre Cantons, le lac de Zoug et le Lac de Lauerz, est universellement connu, en particulier par les touristes du fait de son panorama. Son accès reste difficile et les pentes ne sont franchies qu'à pied, en chaise à porteur ou à dos de mulet. La solution pour rejoindre les hôtels ou auberges par un autre moyen de transport est due au Suisse Niklaus Riggenbach (1817-1899) qui dépose à Paris en 1863, un brevet pour son système de crémaillère.

### Vitznau–Rigi Bahn (VRB)

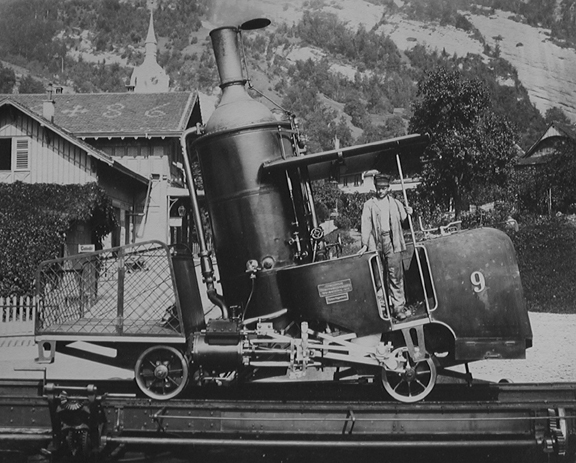
Chaudière verticale pour le VRB

Le 9 juin 1869, le Grand Conseil du canton de Lucerne attribue aux ingénieurs Niklaus Riggenbach, Adolf Naeff et Olivier Zschokke une concession pour la construction et l'exploitation d'un chemin de fer à crémaillère de Vitznau au bord du lac des Quatre Cantons jusqu'au Rigi. L'inauguration de la nouvelle ligne le 21 mai 1871 est un grand événement car elle est la première ligne de montagne d'Europe. Du fait de son importance, le président de la Confédération ainsi que trois ministres représentant le gouvernement suisse assistent à son inauguration.
Cependant les concessions pour les voies ferrées sont, à l'époque, du ressort des cantons. La ligne s'arrête donc après 5,1 km, à la frontière cantonale lucernoise à Staffelhöhe au-dessus de Rigi-Kaltbad. Pour le tronçon suivant de 1,8 km jusqu'au Kulm, il faut attendre la construction de l'autre ligne Arth-Goldau-Rigi en 1873. Durant de nombreuses années ce bout de voie est l'objet de nombreux litiges entre les deux compagnies, en appelant une fois au Tribunal fédéral.
En 1874, la compagnie met en service la double voie entre Freibergen et Rigi Kaltbad et, cette même année, ouvre à l'exploitation la ligne à adhérence (voie métrique) sur 6,7 km de Rigi-Kaltbad jusqu'à la Scheidegg, mais son exploitation est abandonnée en 1931. La ligne reste toutefois en service jusqu'en 1942 pour le service des marchandises. Pendant un quart de siècle, le chemin de fer VRB ne fonctionne qu'en été. C'est à partir de l'hiver 1906-1907 que l'exploitation devient régulière toute l'année.
L'électrification en courant continu de 1 500 volts est effective dès 1937. La construction d'un téléphérique entre Weggis et Rigi Kaltbad est réalisée en 1968.

### Arth–Rigi Bahn (ARB)

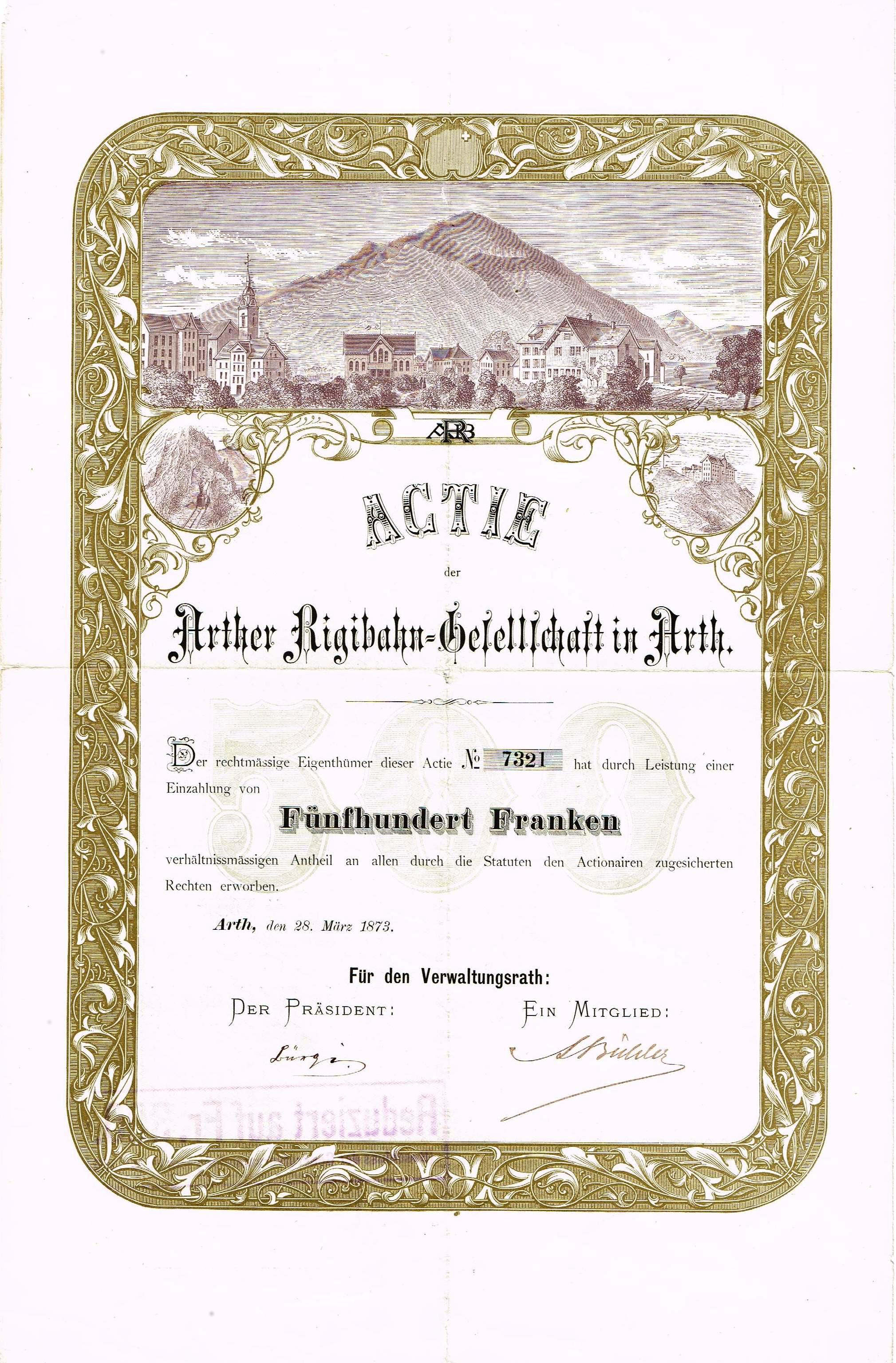
Action de l'Arther Rigibahn-Gesellschaft (ARB), en date du 28 mars 1873

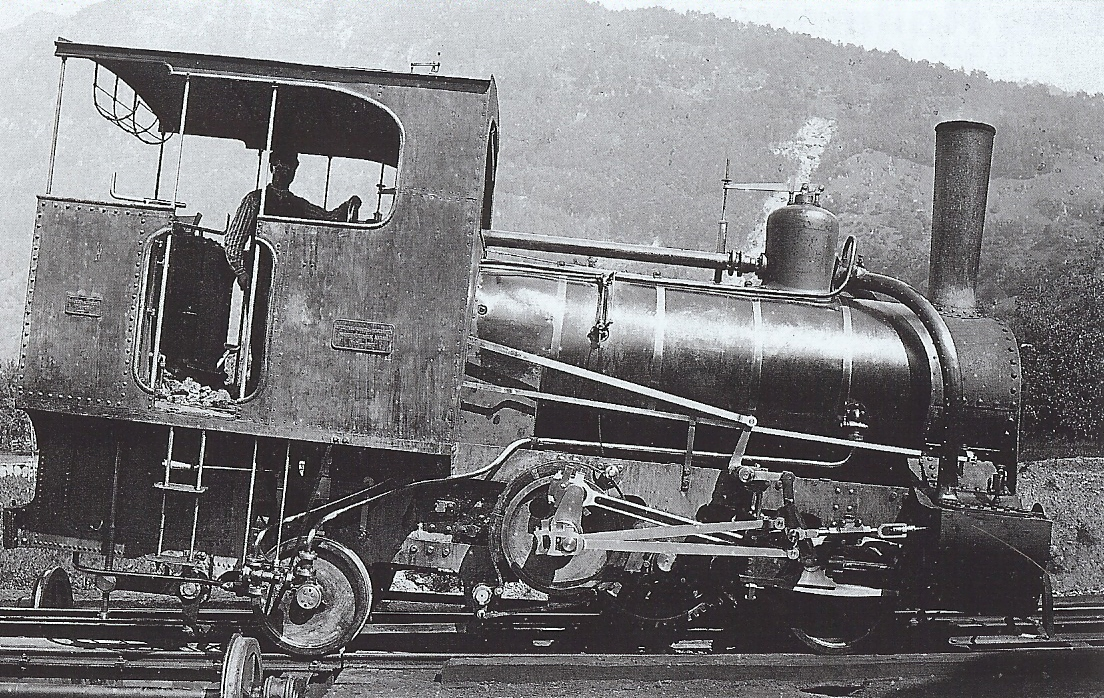
Chaudière couchée pour l'ARB

L'ARB est un grand rival pour le VRB. Pour le versant nord-est du Rigi, la concession est accordée par le canton de Zoug et les travaux débutent trois ans plus tard. L'ouverture de son exploitation a lieu le 4 juin 1875. Cette compagnie bénéficie pour son développement de l'ouverture de la ligne du Gothard et de la liaison vers Zurich par la Südostbahn. L'électrification de sa ligne est réalisée dès 1907. Dès l'hiver 1928-1929, la ligne est exploitée par l'ARB toute l'année. Le 31 août 1959, la ligne de plaine de Arth à Goldau est remplacée par un service de bus.
Contrairement aux locomotives à vapeur du VRB, celles de l'ARB possédaient des chaudières non pas verticales mais couchées.

## Matériels moteurs
Actuellement la compagnie possède 4 Bhe 2/4, 4 BDhe 2/4, 3 Bhe 4/4, 1 BDhe 4/4, 1 BDhe 2/4, 1 CFhe 2/3.
En 2019, la compagnie Rigi Bahnen, a commandé six automotrices électriques à crémaillère de Type Bhe 4/6 à la société suisse Stadler Rail.
Le 7 avril 2022, inauguration de la mise en service des six nouvelles automotrices articulées Bhe 4/6. Deux des engins sont baptisés : Queen Victoria pour le N° 45 et Mark Twain pour le N° 44. Le nouveau matériel permet une vitesse plus importante et un accès aux personnes à mobilité réduite. Le freinage par récupération d'énergie permet une réduction de la dépense énergétique. La possibilité de commande en UM (Unité multiple), permet la réduction du nombre d'anciennes compositions qui devaient circuler "à vue".

### Gares
La gare terminus supérieure, située près du sommet et commune aux deux lignes, est la gare de Rigi Kulm.
En plaine, l'une des gares terminus est située à Arth-Goldau (519 mètres) et l'autre à Vitznau (435 mètres).

### Livrée des trains
Un curieux petit détail qui mérite d'être souligné : le VRB part du versant lucernois du Rigi, pourtant les voitures sont rouges et blanches alors que les armoiries du canton de Lucerne sont bleues et blanches. Mais c'est l'inverse pour l'ARB qui arpente le versant schwytzois de la montagne : le train est bleu et blanc, alors que les armoiries du canton de Schwytz sont rouges avec une croisette blanche.

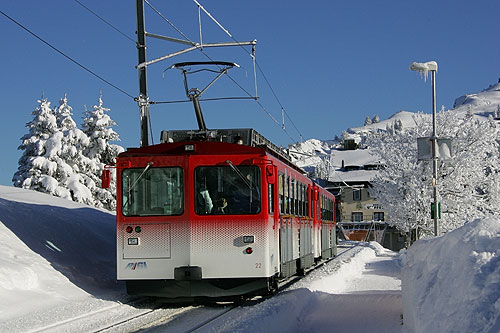
Livrée rouge et blanche pour le VRB Lucernois.
Armoiries de Lucerne.
Armoiries de Schwytz.
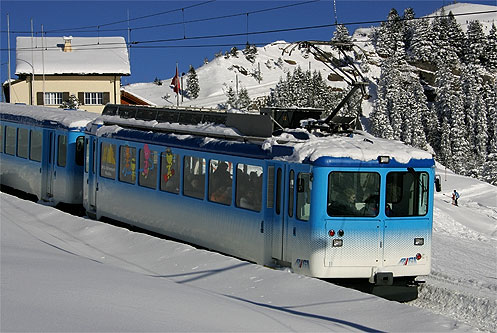
Livrée bleue et blanche pour l'ARB schwytzois.
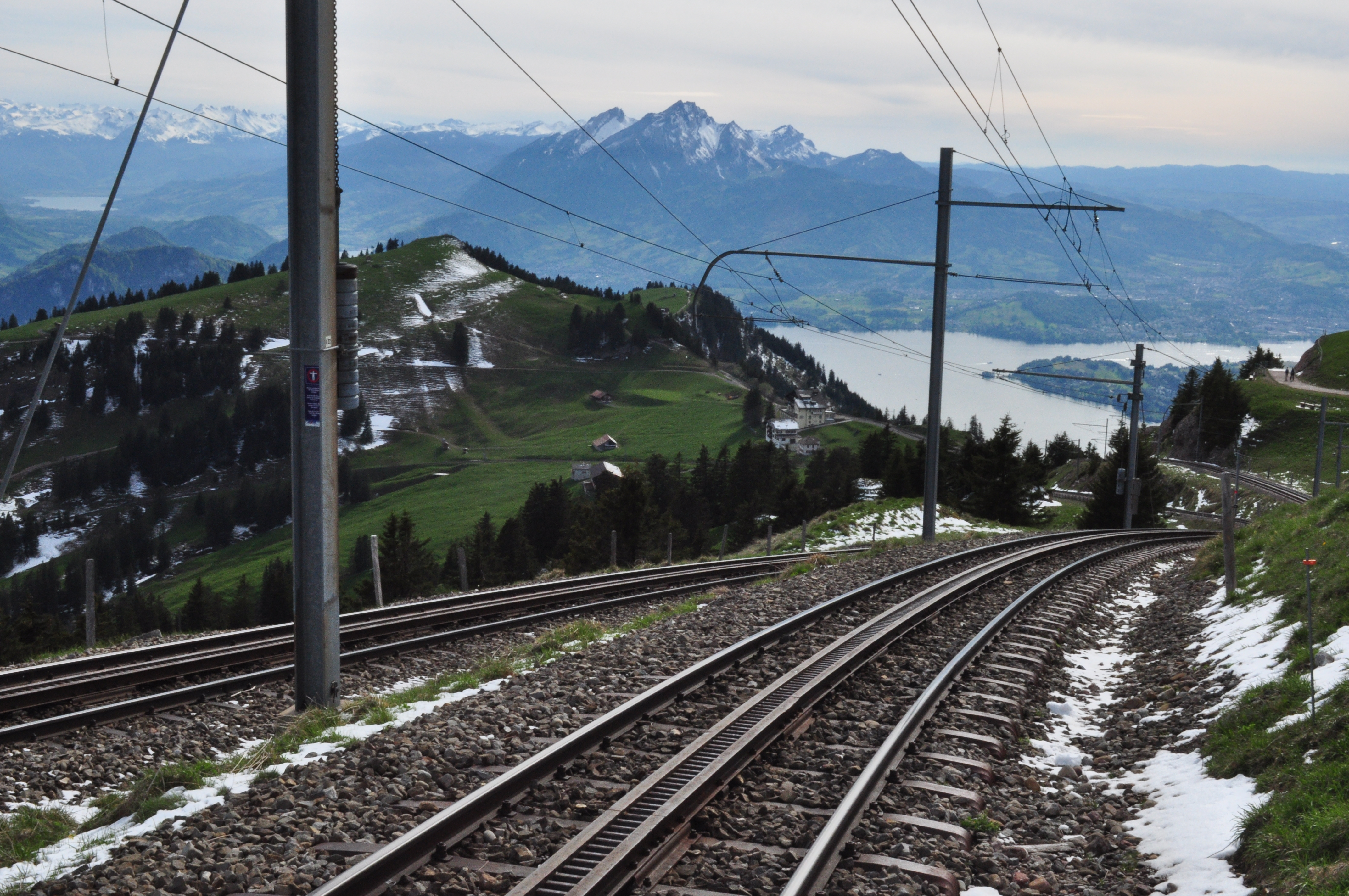
La descente depuis la gare supérieure du Rigi Kulm, en direction de Vitznau et Arth. Au fond, le lac des 4 cantons. La voie au premier plan est celle du VRB, celle de gauche est la voie de l'ARB. On peut voir la crémaillère.